# 2000年夏季奥林匹克运动会射击比赛
2000年夏季奥林匹克运动会射击比赛于2000年9月16日至2000年9月23日在澳大利亚新南威爾士州的利物浦市举行。
此次的奥林匹克运动会射击比赛不仅保留了亚特兰大奥运会上的气步枪、气手枪和移动靶等项目，还新增了女子双向飞碟、女子双多向飞碟等项目，使这届的射击比赛小项数达到了17项，创造了新高。

## 奖牌榜

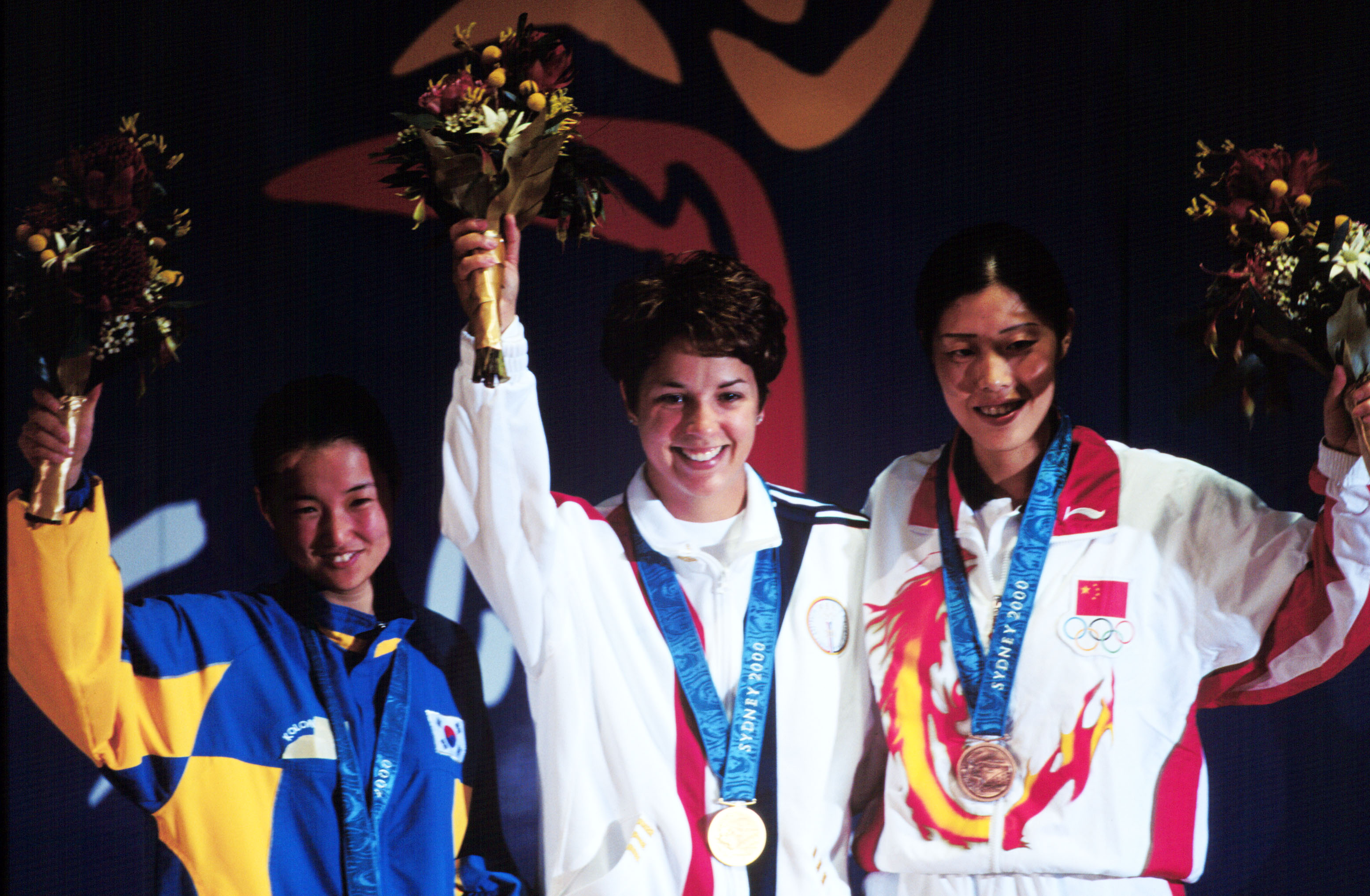
女子气步枪奖牌得主：南茜·约翰逊（中）、姜俏贤（左）和高静（右）。

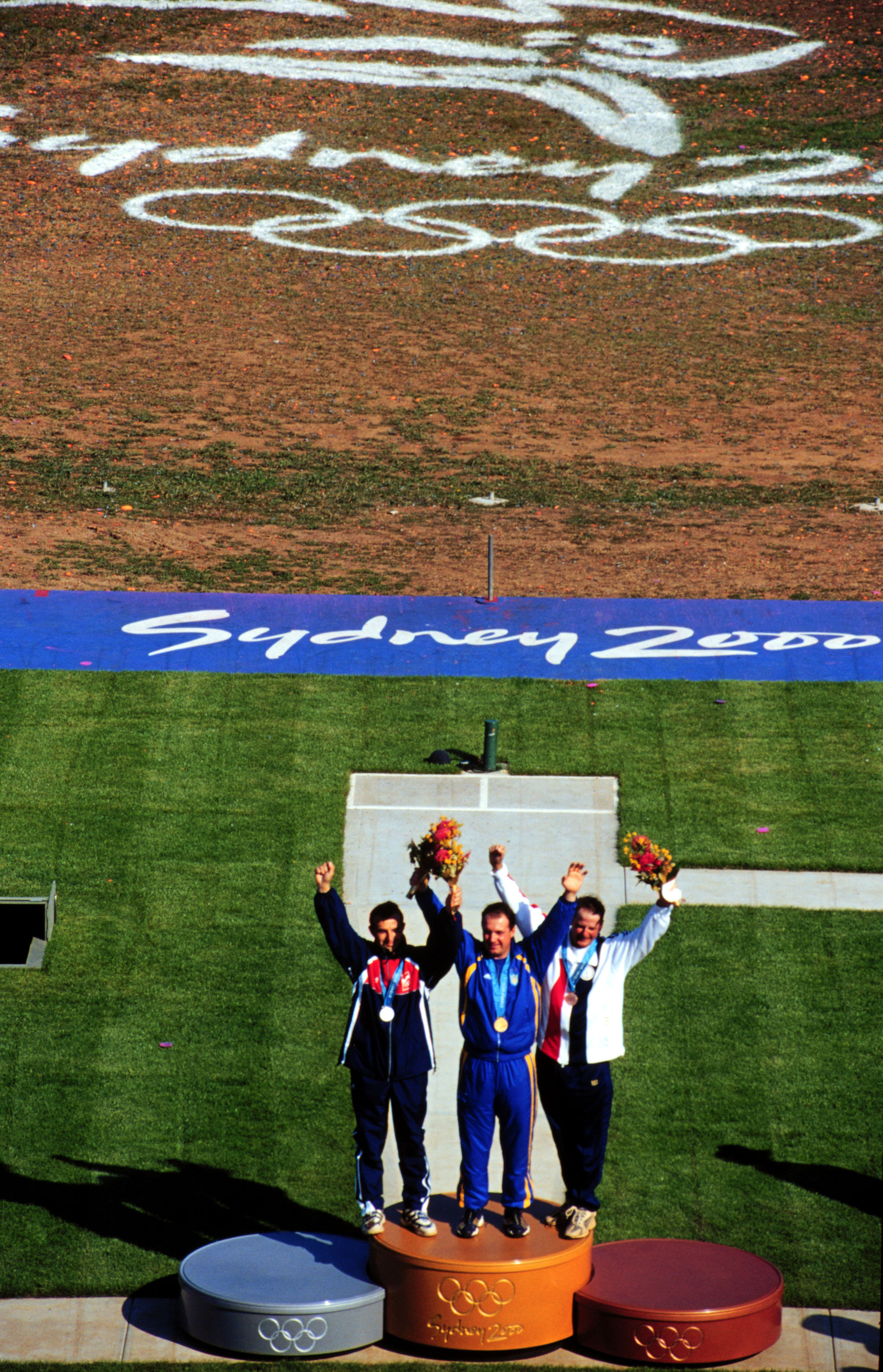
男子双向飞碟奖牌得主：米科拉·米尔切夫（中）、佩特·马莱克（左）和詹姆斯·格里夫斯（右）。

| 排名 | 国家／地区        | 金牌 | 银牌 | 铜牌 | 總數 |
| ---- | ----------------- | ---- | ---- | ---- | ---- |
| 1    | 中国（CHN）       | 3    | 2    | 3    | 8    |
| 2    | 保加利亚（BUL）   | 2    | 0    | 0    | 2    |
| 2    | 瑞典（SWE）       | 2    | 0    | 0    | 2    |
| 4    | 俄罗斯（RUS）     | 1    | 3    | 2    | 6    |
| 5    | （AUS）           | 1    | 1    | 1    | 3    |
| 6    | 法国（FRA）       | 1    | 1    | 0    | 2    |
| 6    | 英国（GBR）       | 1    | 1    | 0    | 2    |
| 8    | 美国（USA）       | 1    | 0    | 2    | 3    |
| 9    | 阿塞拜疆（AZE）   | 1    | 0    | 0    | 1    |
| 9    | 立陶宛（LTU）     | 1    | 0    | 0    | 1    |
| 9    | 波兰（POL）       | 1    | 0    | 0    | 1    |
| 9    | 斯洛文尼亚（SLO） | 1    | 0    | 0    | 1    |
| 9    | 乌克兰（UKR）     | 1    | 0    | 0    | 1    |
| 14   | 白俄罗斯（BLR）   | 0    | 1    | 3    | 4    |
| 15   | 捷克（CZE）       | 0    | 1    | 1    | 2    |
| 15   | 意大利（ITA）     | 0    | 1    | 1    | 2    |
| 17   | 丹麦（DEN）       | 0    | 1    | 0    | 1    |
| 17   | 芬兰（FIN）       | 0    | 1    | 0    | 1    |
| 17   | 韩国（KOR）       | 0    | 1    | 0    | 1    |
| 17   | 摩尔多瓦（MDA）   | 0    | 1    | 0    | 1    |
| 17   | 瑞士（SUI）       | 0    | 1    | 0    | 1    |
| 17   | 南斯拉夫（YUG）   | 0    | 1    | 0    | 1    |
| 23   | 匈牙利（HUN）     | 0    | 0    | 1    | 1    |
| 23   | 挪威（NOR）       | 0    | 0    | 1    | 1    |
| 23   | 科威特（KUW）     | 0    | 0    | 1    | 1    |
| 23   | 罗马尼亚（ROU）   | 0    | 0    | 1    | 1    |
| 总计 | 总计              | 17   | 17   | 17   | 51   |

## 各项成绩

### 男子
| 项目                  | 金牌                                | 银牌                                | 铜牌                                |
| 50米步枪三姿 （詳細） | 莱蒙德·德贝维奇 · 斯洛文尼亚（SLO） | 尤哈·希尔维 · 芬兰（FIN）           | 哈拉尔德·斯登瓦格 · 挪威（NOR）     |
| 50米步枪卧姿 （詳細） | 约纳斯·埃德曼 · 瑞典（SWE）         | 托尔本·格里梅尔 · 丹麦（DEN）       | 谢尔盖·马尔蒂诺夫 · 白俄罗斯（BLR） |
| 10米空气步枪 （詳細） | 蔡亚林 · 中国（CHN）                | 阿尔特姆·哈吉比科夫 · 俄罗斯（RUS） | 叶夫根尼·阿伦尼科夫 · 俄罗斯（RUS） |
| 50米手枪 （詳細）     | 塔纽·基里亚科夫 · 保加利亚（BUL）   | 伊戈尔·巴辛斯基 · 白俄罗斯（BLR）   | 马丁·滕克 · 捷克（CZE）             |
| 25米快射手枪 （詳細） | 谢尔盖·阿里费伦科 · 俄罗斯（RUS）   | 米切尔·安塞尔梅特 · 瑞士（SUI）     | 尤利安·拉伊恰 · 罗马尼亚（ROU）     |
| 10米空气手枪 （詳細） | 弗兰克·迪穆兰 · 法国（FRA）         | 王义夫 · 中国（CHN）                | 伊戈尔·巴辛斯基 · 白俄罗斯（BLR）   |
| 不定向飞靶 （詳細）   | 迈克尔·戴蒙德 · （AUS）             | 伊恩·皮尔 · 英国（GBR）             | 乔瓦尼·佩列洛 · 意大利（ITA）       |
| 双不定向飞靶 （詳細） | 理查德·福尔兹 · 英国（GBR）         | 拉塞尔·马克 · （AUS）               | 费海德·代哈尼 · 科威特（KUW）       |
| 定向飞靶 （詳細）     | 尼古拉·米尔切夫 · 乌克兰（UKR）     | 佩特·马莱克 · 捷克（CZE）           | 詹姆斯·格里夫斯 · 美国（USA）       |
| 移动靶 （詳細）       | 杨凌 · 中国（CHN）                  | 奥列格·莫尔多万 · 摩尔多瓦（MDA）   | 牛志远 · 中国（CHN）                |

### 女子
| 项目                  | 金牌                                        | 银牌                                | 铜牌                                      |
| 50米步枪三姿 （詳細） | 雷娜塔·毛厄尔-鲁然斯卡 · 波兰（POL）        | 塔吉扬娜·戈尔多比娜 · 俄罗斯（RUS） | 玛利亚·菲克里斯托娃 · 俄罗斯（RUS）       |
| 10米空气步枪 （詳細） | 南希·约翰逊 · 美国（USA）                   | 姜俏贤 · 韩国（KOR）                | 高静 · 中国（CHN）                        |
| 25米手枪 （詳細）     | 玛利亚·格罗兹捷娃 · 保加利亚（BUL）         | 陶璐娜 · 中国（CHN）                | 洛丽塔·叶夫格列夫斯卡娅 · 白俄罗斯（BLR） |
| 10米空气手枪 （詳細） | 陶璐娜 · 中国（CHN）                        | 亚斯娜·舍卡里奇 · 南斯拉夫（YUG）   | 安妮玛丽·弗德尔 · （AUS）                 |
| 不定向飞靶 （詳細）   | 戴娜·古金納維奇特 · 立陶宛（LTU）           | 德尔菲娜·雷奥 · 法国（FRA）         | 高娥 · 中国（CHN）                        |
| 双不定向飞靶 （詳細） | 皮娅·汉森 · 瑞典（SWE）                     | 德博拉·杰利西奥 · 意大利（ITA）     | 金伯丽·罗德 · 美国（USA）                 |
| 定向飞靶 （詳細）     | 泽姆菲拉·梅夫塔赫特迪诺娃 · 阿塞拜疆（AZE） | 斯维特兰娜·德米娜 · 俄罗斯（RUS）   | 伊高伊·迪安瑙 · 匈牙利（HUN）             |